# Prvenstvo Anglije 1886
Prvenstvo Anglije 1886 v tenisu.

## Moški posamično
William Renshaw :  Herbert Lawford, 6-0 5-7 6-3 6-4

## Ženske posamično
Blanche Bingley :  Maud Watson, 6-3, 6-3

## Moške dvojice
William Renshaw /  Ernest Renshaw :  Claude Farrer /  Arthur Stanley, 6–3, 6–3, 4–6, 7–5